# Мендель Роман Володимирович
Рома́н Володи́мирович Ме́ндель (1989—2014) — сержант Збройних сил України, командир бойової машини — командир відділення 25-ї окремої Дніпропетровської повітрянодесантної бригади. Учасник російсько-української війни.

## Життєвий шлях
Народився 1989 року в селі Новопетрівка Магдалинівського району Дніпропетровської області; закінчив середню школу.
Сержант, командир бойової машини—командир відділення 25-ї окремої Дніпропетровської повітрянодесантної бригади.
З весни 2014-го перебував в зоні бойових дій. 5 липня 2014 року загинув у бою під Слов'янськом під час прориву бронеколони сепаратистів.
Під час прориву бронеколони терористів від пострілу з танка по українській броньованій техніці осколки розлетілися та полетіли в посадку, де була позиція сержанта Менделя, котрий відбивав атаку. З підбитої техніки вискочили сепаратисти та відстрілювалися, Мендель вів вогонь з позиції. Врятував товариша, накривши його своїм тілом від осколків снаряда танка — повідомив командир взводу 25-ї повітряно-десантної бригади Дмитро Шимко. Бій тривав 4 години, терористичну колону — танк і 2 БМП було знищено, вбито 10 терористів.
Похований в селі Новопетрівка.
Без Романа лишились батьки, брат та сестра.

## Відзнаки й нагороди
- 2 серпня 2014 року — за особисту мужність і героїзм, виявлені у захисті державного суверенітету та територіальної цілісності України, вірність військовій присязі під час російсько-української війни, відзначений — нагороджений орденом «За мужність» III ступеня (посмертно).
- 5 липня 2015 року нагороджений недержавним орденом «Народний Герой України» (посмертно).
- Недержавна нагорода «За визволення Слов'янська» (посмертно).